# Coreglia Antelminelli
Coreglia Antelminelli és un comune (municipi) de la província de Lucca, a la regió italiana de la Toscana, situat uns 70 km al nord-oest de Florència i uns 25 km al nord de Lucca.
L'1 de gener de 2018 la seva població era de 5.220 habitants.
Limita amb els següents municipis: Abetone Cutigliano, Bagni di Lucca, Barga, Borgo a Mozzano, Fiumalbo, Gallicano i Pievepelago.

## Evolució demogràfica
| Gràfica d'evolució demogràfica de Coreglia Antelminelli entre 1861 i |
|                                                                      |
| Font: ISTAT - Elaboració gràfica de Viquipèdia                       |

## Llocs d'interès
- Església de San Martino
- Església de Sant Pere i Sant Pau
- Església de Santa Maria Assunta